# Lista orașelor din Danemarca
Aceasta este o listă a orașelor și târgurilor din Danemarca și teritoriile sale Groenlanda și Insulele Faroe.

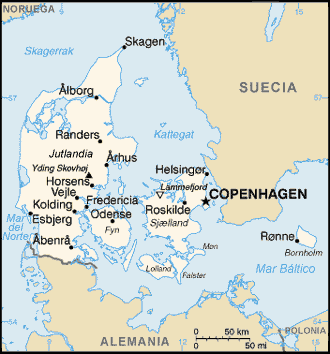
Hartă a Danemarcei şi a subdiviziunilor acesteia.

| - Aabybro - Allinge-Sandvig - Assens - Augustenborg - Birkerød - Bogense - Brande - Brønderslev - Christiansfeld - Copenhaga - Dragør - Ebeltoft - Helsingør - Esbjerg - Espergærde - Fakse - Farum - Fredensborg - Fredericia - Frederiksberg - Frederikshavn - Frederikssund - Frederiksværk - Faaborg - Grenaa - Greve Strand - Grindsted - Gråsten - Gudhjem - Haderslev - Hadsund - Haslev - Hedensted | - Herning - Hillerød - Hirtshals - Hjørring - Hobro - Holbæk - Holstebro - Horsens - Hvidovre - Høje Taastrup - Hørsholm - Ikast - Ishøj - Jelling - Jyllinge - Kastrup - Kalundborg - Kerteminde - Kirke Hvalsø - Kolding - Kongens Lyngby - Korsør - Køge - Lemvig - Lillerød - Lystrup - Løgstør - Løgumkloster - Løkken - Mariager - Maribo - Marstal - Middelfart | - Nakskov - Nexø - Nibe - Nivå - Nordby - Nyborg - Nykøbing Falster - Nykøbing Mors - Nykøbing Sjælland - Næstved - Nørresundby - Odder - Odense - Padborg - Præstø - Randers - Ribe - Ringe - Ringkøbing - Ringsted - Roskilde - Rudkøbing - Rødby - Rønne - Rørvig - Sakskøbing - Silkeborg - Skagen - Skanderborg - Skive - Skjern - Skælskør - Slagelse | - Smørumnedre - Solrød - Sorø - Stenløse - Store Heddinge - Struer - Stubbekøbing - Svaneke - Svendborg - Sæby - Sønderborg - Thisted - Thyborøn - Tranbjerg - Trærød - Tønder - Taarbæk - Taastrup - Varde - Vejle - Viborg - Vojens - Vordingborg - Værløse - Ærøskøbing - Aabenraa - Aalborg - Århus |

## Insulele Faroe
Insulele Faroe sunt parte din Regatul Danez și cuprind următoarele orașe: 

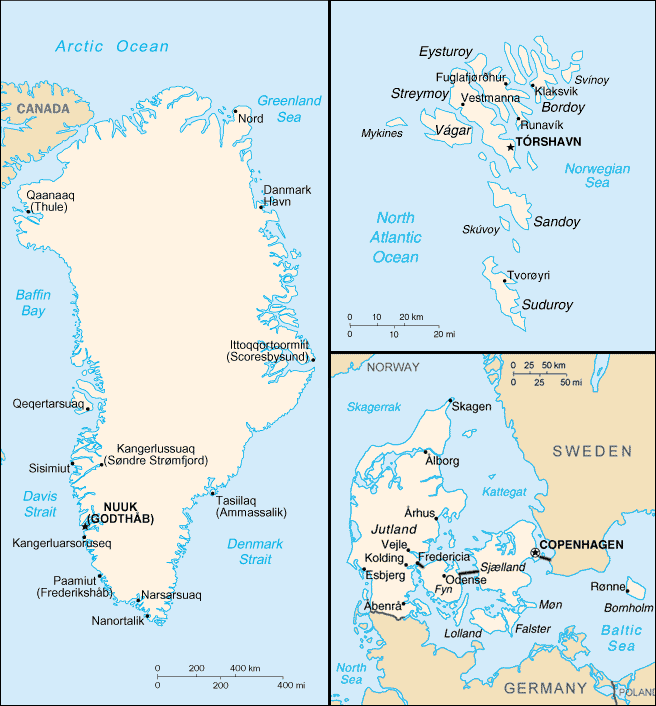
Componența Regatului Danemarcei

- Fuglafjørður
- Klaksvik
- Runavík
- Tórshavn
- Tvøroyri
- Vestmanna

## Groenlanda
Groenlanda este parte din Regatul Danez și cuprinde următoarele orașe:
| - Asiaat - Illoqortoormiut - Kangaatsiak - Maniitsoq - Qaanaq - Qaqortorq - Qasigiannguit - Qeqertarsuaq | - Nanortalik - Narsaq - Nuuk - Paamiut - Sisimiut - Tasiilaq - Upernavik - Uumannaq |